# Лумпіаке
Лумпіаке (ісп. Lumpiaque) — муніципалітет в Іспанії, у складі автономної спільноти Арагон, у провінції Сарагоса. Населення — 937 осіб (2010).
Муніципалітет розташований на відстані близько 240 км на північний схід від Мадрида, 34 км на захід від Сарагоси.

## Демографія
Динаміка населення (INE ):